# Căplani
Căplani è un comune della Moldavia situato nel distretto di Ștefan Vodă di 3.631 abitanti al censimento del 2004.